# Haageocereus tenuis
Haageocereus tenuis ist eine Pflanzenart in der Gattung Haageocereus aus der Familie der Kakteengewächse (Cactaceae). Das Artepitheton tenuis bedeutet ‚dünn, zart‘.

## Beschreibung
Haageocereus tenuis wächst mit niederliegenden und kriechenden grünen Trieben, die Durchmesser von 1,5 bis 3 Zentimeter erreichen. Es sind zwölf bis 15 wellig gebuchtete Rippen vorhanden auf denen sich silbergraue Areolen befinden, die eng beieinander stehen. Die sieben bis zehn kräftigen Mitteldornen sind bräunlich bis schwarz und bis zu 2 Zentimeter lang. Die etwa 30 weißen bis bräunlichen Randdornen weisen eine Länge von 2 bis 3 Millimeter auf.
Die trichterförmigem, weißen Blüten erreichen eine Länge von bis zu 10 Zentimeter und einen Durchmesser von bis zu 4,3 Zentimeter. Ihr Perikarpell und die Blütenröhre sind mit langen, weißen Haaren besetzt. Die länglichen, rosaroten Früchte weisen einen Durchmesser von bis zu 2,5 Zentimeter auf und sind 1,7 Zentimeter lang.

## Verbreitung, Systematik und Gefährdung
Haageocereus tenuis ist in Peru in der Lima zwischen Chancay und Huacho auf wandernden Sanddünen in Höhenlagen von 200 bis 250 Metern verbreitet.
Die Erstbeschreibung erfolgte 1981 durch Friedrich Ritter. Ein Synonym ist Haageocereus decumbens subsp. tenuis (F.Ritter) D.R.Hunt (2002).
In der Roten Liste gefährdeter Arten der IUCN wird die Art als „Critically Endangered (CR)“, d. h. als vom Aussterben bedroht geführt.

## Nachweise